# Jacob Baal-Teshuva
Jacob Baal-Teshuva (1929–2022) fue un escritor, periodista, crítico de arte y coleccionista de arte israelí-estadounidense.
Sus escritos, exposiciones y colecciones de arte incluyeron artistas como Christo y Jeanne-Claude, Mark Rothko, Yves Klein, Joan Mitchell, Jean-Michel Basquiat, Louis Comfort Tiffany y Andy Warhol. Fue considerado un experto internacionalmente reconocido en Marc Chagall. 

## Biografía
Baal-Teshuvá nació en Jerusalén en 1929. Estudió en la Universidad Hebrea de Jerusalén y en la Universidad de Nueva York. Estuvo casado con la artista Aviva Baal-Teshuvá (en hebreo:  אביבה בעל תשובה‎), nacida Heilvig Hilde Schmidt, en Berlín en 1940, hasta su fallecimiento en 2016. Durante los siguientes 50 años, coleccionaron obras de arte del siglo XX, la mayoría de las cuales se vendieron en una subasta en línea de Sotheby's titulada "Un Hogar Artístico".
Baal-Teshuvá residió y trabajó en Nueva York y París. Falleció en Florida el 3 de marzo de 2022.

## Libros publicados
- Baal-Teshuva, Jacob (1963). The Mission of Israel. Robert Speller & Sons.
- Baal-Teshuva, Jacob (1964). Art Treasures of the United Nations. Thomas Yoseloff.
- Baal-Teshuva, Jacob (1964). Toward World Peace: Addresses and Public Statements 1957–1963 by U Thant. Thomas Yoseloff.
- Baal-Teshuva, Jacob (1993). Andy Warhol: 1928–1987: Works from the Collection of Jose Mugrabi and an Isle of Man Company. Prestel. ISBN 9783791312774.
- Baal-Teshuva, Jacob (1993). Christo: The Reichstag and Urban Projects. Prestel. ISBN 9783791313238.
- Baal-Teshuva, Jacob; Marc Chagall (1995). Chagall: A Retrospective. Hugh Lauter Levin Associates. ISBN 9780883634950.
- Baal-Teshuva, Jacob; Christo, Jeanne-Claude, Wolfgang Volz (1995). Christo & Jeanne-Claude. Taschen. ISBN 9783822885642.
- Baal-Teshuva, Jacob; Christo, Jeanne-Claude, Wolfgang Volz (1995). Running Fence: Sonoma and Marin Counties, California 1972–76. Taschen. ISBN 9783822885659.
- Baal-Teshuva, Jacob (1998). Calder: 1898–1976. Taschen. ISBN 9783822882702.
- Baal-Teshuva, Jacob (1998). Marc Chagall: 1887–1985. Taschen. ISBN 9783822882719.
- Baal-Teshuva, Jacob (2001). Louis Comfort Tiffany. Taschen. ISBN 9783836503136.
- Baal-Teshuva, Jacob; Francesco Clemente, Jean-Michel Basquiat (2001). Jean Michel Basquiat: Gemälde Und Arbeiten Auf Papier = Paintings and Works on Paper. Swiridoff. ISBN 9783934350564.
- Baal-Teshuva, Jacob; Pierre Restany (2003). Faces of the Art World: Photography of Jacob Baal-Teshuva. National Center of Photography of Russian Federation.
- Baal-Teshuva, Jacob; Menashe Kadishman (2007). Menashe Kadishman. Prestel Verlag. ISBN 9783791338149.
- Baal-Teshuva, Jacob (2009). Mark Rothko: 1903–1970: Pictures as Drama. Taschen. ISBN 9783836512831.